# Würstel di Vienna
Il würstel di Vienna (in tedesco Wiener Würstchen) è un tipo di insaccato parzialmente bollito (Brühwurst), formato da carne suina e bovina, inserita in un budello di intestino di pecora, che viene affumicato a basse temperature. 
Tra gli insaccati bolliti di origine tedesca, Il Wiener è quello che più si avvicina ai comuni würstel italiani, anche se per come è inteso in Germania, esso ha una pelle più croccante, e questo lo differenzia dal più tenero Bockwurst, mentre lo avvicina al Knackwurst, nel sapore ma non nella forma, che al contrario di quest’ultimo è lunga e sottile. 
I würstel prodotti in Italia hanno in genere una consistenza più tenera e un sapore più acidulo rispetto al Wiener tedesco.